# Henry Pelham
Henry Pelham (Laughton, Sussex, 25 de septiembre de 1694 – Londres, 6 de marzo de 1754) fue un estadista whig británico que se desempeñó como primer ministro de Gran Bretaña desde 1743 hasta su muerte en 1754. Era el hermano menor de Thomas Pelham-Holles, primer duque de Newcastle, quien sirvió en el gobierno de Pelham y lo sucedió como primer ministro. En general, se considera que Pelham fue el tercer primer ministro de Gran Bretaña, después de Robert Walpole y el conde de Wilmington.
El mandato de Pelham transcurrió relativamente sin incidentes en términos de asuntos internos, aunque fue durante su mandato que Gran Bretaña experimentó el tumulto de la rebelión jacobita de 1745. En asuntos exteriores, Gran Bretaña luchó en varias guerras. A la muerte de Pelham, su hermano Newcastle tomó el control total del gobierno británico.

## Títulos desde su nacimiento hasta su muerte
- Sr. Henry Pelham (1694-1706)
- The Hon. Henry Pelham (1706-1717)
- The Hon. Henry Pelham, MP (1717-1725)
- The Rt. Hon. Henry Pelham, MP (1725-1754)

- Datos: Q244766
- Multimedia: Henry Pelham / Q244766